# IC 718
IC 718 ist eine irreguläre Galaxie vom Hubble-Typ „Im“ im Sternbild Jungfrau auf der Ekliptik. Sie ist schätzungsweise 84 Millionen Lichtjahre von der Milchstraße entfernt und hat einen Durchmesser von etwa 30.000 Lichtjahren.
Im selben Himmelsareal befinden sich u. a. die Galaxien IC 719, IC 720, IC 722, IC 724.
Das Objekt wurde am 25. März 1892 vom österreichischen Astronomen Rudolf Spitaler entdeckt.